# LAS (음악 그룹)
LAS는 대한민국의 음악 그룹이다. 2021년 알고있지만, OST <Love, This>로 데뷔했다.

## 방송
- 리슨 업 (2022) - 10위